# Särk
En särk är ett underplagg i linne, närmast lik en långärmad skjorta eller klänning. Under vikingatiden var särken ett plagg utan ärmar. En särk kunde även vara gjord av ylle, och inte nödvändigtvis ett underplagg. Under tidig medeltid blir särken ett rent kvinnoplagg, skjortan (skyrta) blev ett rent mansplagg, samtidigt blir båda underplagg i linne. 
Med särkens övergång till att bli kvinnoplagg uppkom en rad förklenande begrepp kring särken som plagg – "Särk-adel" var adelskap på kvinnolinjen, inte något riktigt adelskap – en "särk-karl" var en toffelhjälte och särk-namn är ett namn som går i arv på kvinnosidan. Enligt Laxdalasagan, författad omkring 1200 var det skilsmässoorsak att mannen bar särk.
Under medeltiden hade förnämare kvinnor ofta särken under en yttre klänning. 

## Folkdräkter
Särk används fortfarande i vissa av de kvinnliga folkdräkterna och sockendräkterna. Eftersom särken är lång; når ibland ända ner till fötterna, så är det endast den övre delen som syns. I många av folkdräkterna bärs särken som underklänning, under en övdel (överdel), motsvarande modernare tiders blus.